# LPG-пирог
LPG-пирог (ЛПГ-пирог, нем. LPG-Kuchen — «сельхозкооперативный пирог») — немецкий листовой пирог в шоколадной глазури со смородиновым конфитюром, масляным кремом и слоем сливочного печенья, пропитанного ромом или коньяком. Классическая выпечка времён ГДР, популярность «сельхозкооперативного пирога» обусловлена доступностью ингредиентов. Как считается, впервые LPG-пирог приготовили на праздник урожая в одном из сельскохозяйственных производственных кооперативов в Тюрингии в 1964—1965 годах.
Слоёный LPG-пирог собирают на основе, выпеченной из бисквитного теста: сначала бисквит смазывают разогретым смородиновым конфитюром, затем масляным кремом на основе ванильного пудинга. Сверху выкладывают сливочное печенье и декорируют шоколадной глазурью на кокосовом масле. Пирог оставляют пропитаться в прохладном месте, затем нарезают на порции.